# Roger le Fort
Roger le Fort (Rogerius) ou de Beaufort, appelé des Ternes, né vers 1277 au village des Ternes (aujourd'hui dans la commune de Pionnat dans le département de la Creuse) et mort le 5 août 1367 à Bourges, est un prélat français du XIVe siècle. Il est considéré bienheureux par l'Église catholique.

## Biographie
Roger est fils de Godefroi, seigneur des Ternes, et d'une sœur du  cardinal de la Chapelle-Taillefer. Son oncle le cardinal, l'envoie à Orléans pour étudier la littérature et le droit. Il y devient docteur in utroque jure. Il compose un Traité des actes judiciaires dont l'édition est promptement épuisée. Roger le Fort est archiprêtre d'Évreux. En 1317, il est appelé au doyenné de l'église de Bourges, en 1320, il est consacré évêque d'Orléans et, en 1328 ou 1329, il est nommé au siège de Limoges[réf. souhaitée]. En 1336, il assiste au concile de Bourges en qualité de suffragant de cette métropole, dont il devient archevêque en 1348. Durant son épiscopat, en 1353, la ville est consumée par le feu, à l'exception de l'église cathédrale et du palais archiépiscopal. 
En 1356, il organisa la défense de la ville contre les troupes anglaises.
L'héritier de sa famille, son neveu Jean Roger des Ternes, étant mort sans postérité, il recueille tous ses biens et en dispose pour fonder un couvent de célestins portant le nom de l'abbaye des Ternes. C'est aussi lui qui fait construire sur la  Creuse le pont appelé « Pont-à-l'Evêque ». Il meurt le 5 août 1367 à Bourges.
Le prélat, révéré comme un bienheureux dans la ville et le diocèse de Bourges, a composé plusieurs ouvrages. Il est fêté le 1er mars et le 5 août dans le diocèse de Bourges.